# Santa Úrsula (Tenerife)
Santa Úrsula est une commune de la province de Santa Cruz de Tenerife dans la communauté autonome des Îles Canaries en Espagne. Elle est située au nord de l'île de Tenerife.

## Géographie

### Localisation

Localisation de l'île de Tenerife dans les Îles Canaries.
Localisation de Santa Úrsula dans l'île de Tenerife.

| Océan Atlantique |              | La Matanza de Acentejo |
|                  | Santa Úrsula |                        |
| La Orotava       |              | Candelaria et Arafo    |

## Démographie
| Année | Population | Densité    |
| ----- | ---------- | ---------- |
| 1991  | 8.599      | 380,6/km²  |
| 1996  | 9.591      | 424,6/km²  |
| 2001  | 10.803     | 586,6/km²  |
| 2002  | 11.571     | 512,2/km²  |
| 2003  | 11.959     | 529,4/km²  |
| 2004  | 12.237     | 538,4/km²  |
| 2005  | 12.632     | 559,2/km²  |
| 2006  | 12.835     | 568,2/km²  |
| 2007  | 13.393     | 589,2/km²  |
| 2009  | 14.013     | 630,32/km² |